# 토론토
토론토(영어: Toronto, 문화어: 터론터우)는 캐나다에서 가장 큰 도시이며, 북아메리카에서 4번째로 큰 도시이다. 아울러 온타리오주의 주도(州都)이다. 19세기에는 캐나다의 수도였었다. 토론토는 온타리오주의 남부의 온타리오호의 서북부에 위치하고 있다. 2016년 토론토의 인구는 2,731,571명이며, 주변의 주요 도시들을 합친 그레이터 토론토 지역(Greater Toronto Area, GTA)의 인구를 합치면 6,417,516명이다. 토론토는 주변의 미시사가(Mississauga), 브램튼(Brampton), 본(Vaughan), 리치먼드 힐(Richmond Hill), 마컴(Markham) 등의 도시들을 하나로 연결하여 광역 도시권을 형성하고 있는데, 이를 GTA라고 한다. 이 GTA에 캐나다 인구의 약 25%가 거주하며, 온타리오주에서 약 900만 명이 거주하는 골든 호스슈(Golden Horseshoe) 지역의 일부이다. 표준 시각은 동부 표준시(EST)를 사용하고 있으며, 대한민국보다 표준 시각으로 13시간 느리다. (자카르타와는 정반대이다.) 일광 절약 시간에는 13시간 느리며, 2009년 기준으로 3월 둘째 주 월요일부터 시작하고 11월 둘째 주 일요일까지 유지된다. 토론토 거주자들을 흔히 토론토니안(Torontonians)이라고 부른다.

## 역사

### 1800년 이전
토론토를 제일 처음 발견한 것은 유럽인들로 유럽인들이 토론토 땅에 처음 도착했을 때, 현재의 토론토 부근에는 캐나다 토착민 하론 족들이 살고 있었다. 하론족은 1500년대에 이곳을 수세기동안 거주했던 이로쿼이 부족이 사라진 땅에 거주하고 있었다. 토론토란 이름은 이로쿼이 부족의 단어 '트카론토'(tkaronto)에서 기원했는데, 그 의미는 "물속에 나무들이 서있는 장소"이다. 현재 이 장소는 Haron족이 어린묘목을 식목하여 생선의 우리로 사용하던 심코(Lake Simcoe)의 북쪽 끝으로 여겨지고 있다. 토론토는 온타리오 호수부터 휴론 호수까지의 "토론토 운송로"의 회차지점으로 이름이 널리 퍼지기 시작하였다.
프랑스 상인들이 1750년에 현재 루이 요새를 세웠으나, 1759년 버려져 버렸다. 미국 독립전쟁 기간 동안, 영국연합군대가 온타리오 호수 북쪽의 비정착지로 도망감으로써 영국 이주민들이 유입되었다. 1787년 영국은 미시사가스와 새로운 영토협정을 통해 토론토 구매에 대해 협상하여 토론토와 토론토 인근의 토지 1000km2 이상에 대해 보장해 주었다.

### 1800–1945

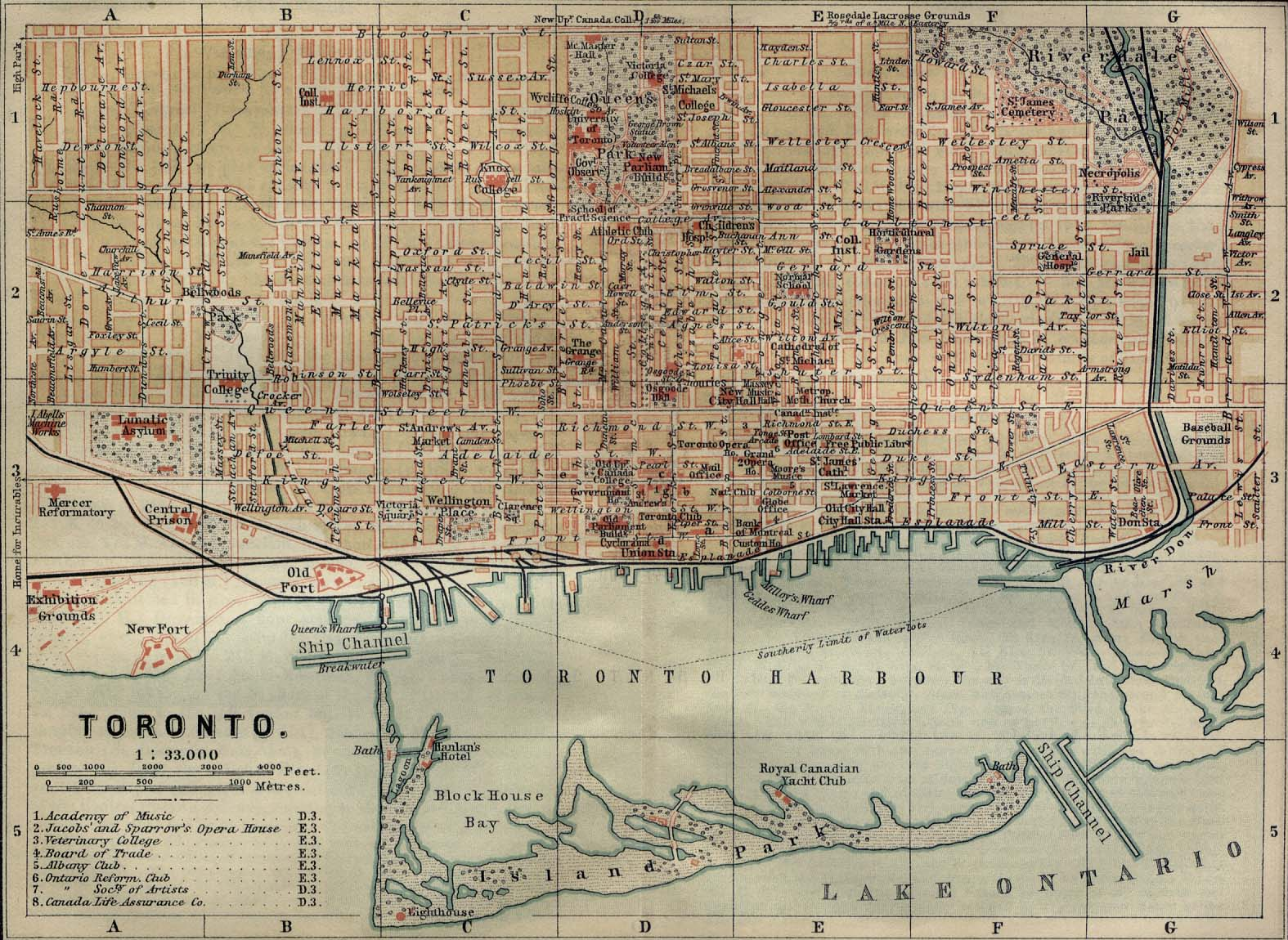
1894년 토론토 지도

1813년, 1812년 전쟁의 일부로 미국은 약탈하고 마을을 점령했다. 이후 존 스트라찬에 의해 협상을 했다.
1904년 토론토에 대 화재사건이 발생한다. 이 사건으로 인해 토론토의 시가지의 대부분이 파괴되었으나, 곧 빠르게 재건되었다. 이 사건으로 인해 1천만불이상의 물적피해가 발생하였다. 소방안전에 대한 법이 크게 강화되었으며, 시관할의 소방서도 확충하기에 이른다. 반세기 뒤인 1954년, 큰 허리케인에 의해 토론토는 또 다시 큰 재난에 처하게 된다. 토론토 지역에서만 81명의 사망자, 1900가구가 집을 잃었으며, 2500만불이상의 물적피해를 발생하였다.

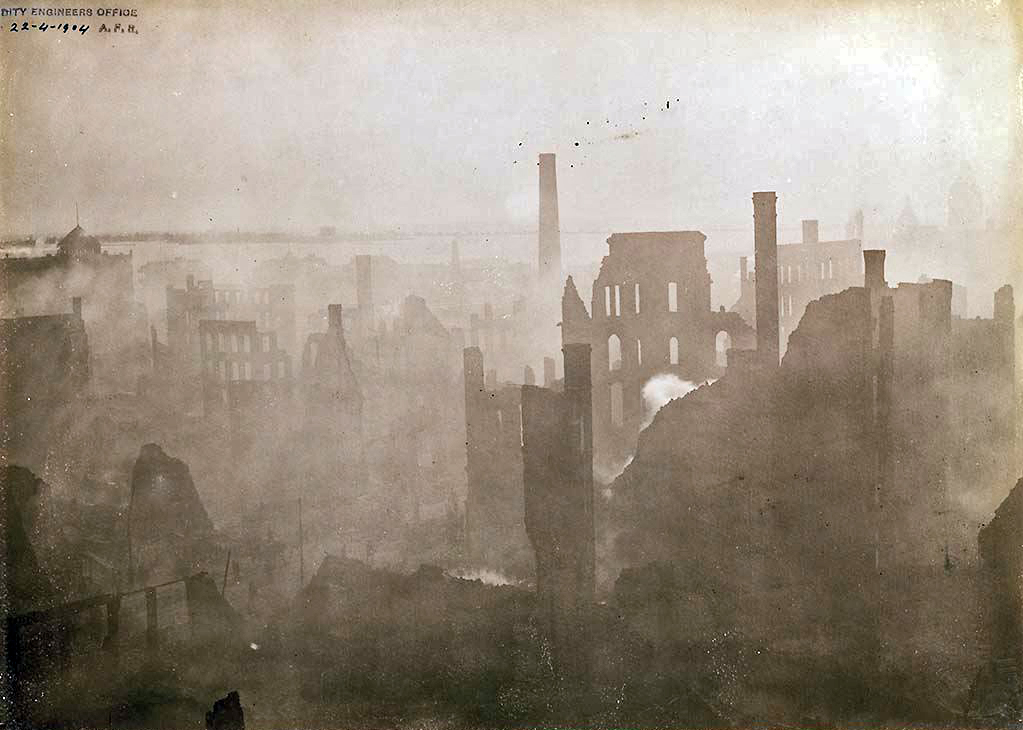
1904년 토론토 대 화재

시는 19세기 후반에서 20세기 초반에 새로운 이민법을 시행하여 독일인, 프랑스인, 이탈리아인, 동유럽에 흩어져 있는 유대인 등을 주로 받았다. 곧 이들을 따라 중국인, 러시아인, 폴란드인들과 다른 동유럽국가 사람들, 그리고 아일랜드 사람들이 이민을 하였다. 그들은 지금은 캐나다의 핵심 금융가가 되어버린 베이 가(Bay Street)에서 오두막을 짓고 비좁은 빈민가 생활을 하였다. 이러한 급격한 인구증가에도 불구하고, 인구와 경제는 1920년대까지 몬트리올에 이어 2위에 머물러야 했다. 그러나 1934년 토론토 증권거래소가 생기면서 제1의 도시로 탈바꿈을 하기 시작한다.

### 1945년 이후
제2차 세계대전 당시 유럽과 중국 피난민들이 취업을 위해 정착하였다. 또한 건설 노동자들이 이탈리아와 포르투갈에서 토론토로 정착하였다. 1960년대 후반, 인종구분이 있던 이민정책을 철폐하면서 인종의 구분없어져, 전 세계 모든 나라, 모든 인종들의 이민을 받게 되었다. 그로 인해 교외지역 개발로 인해 인구가 늘어난 1951년보다 100만 명이 늘었고, 1971년에는 그 2배인 200만 명이 늘게 되었다. 그로 인해 1980년대에는 비로소 몬트리올을 제치고 인구뿐 아니라 경제에서도 캐나다 제1의 도시가 되었다.
이 당시에 불안정한 정치로 인해 퀘백독립운동이 발생하였다. 이 사건으로 많은 수의 국내외 회사들의 본사를 몬트리올에서 토론토와 서부 도시로 이전하게 되었다.
토론토는 2008년 하계 올림픽 개최를 신청하였으나, 중화인민공화국의 베이징에 밀려 탈락하였다.

## 기후

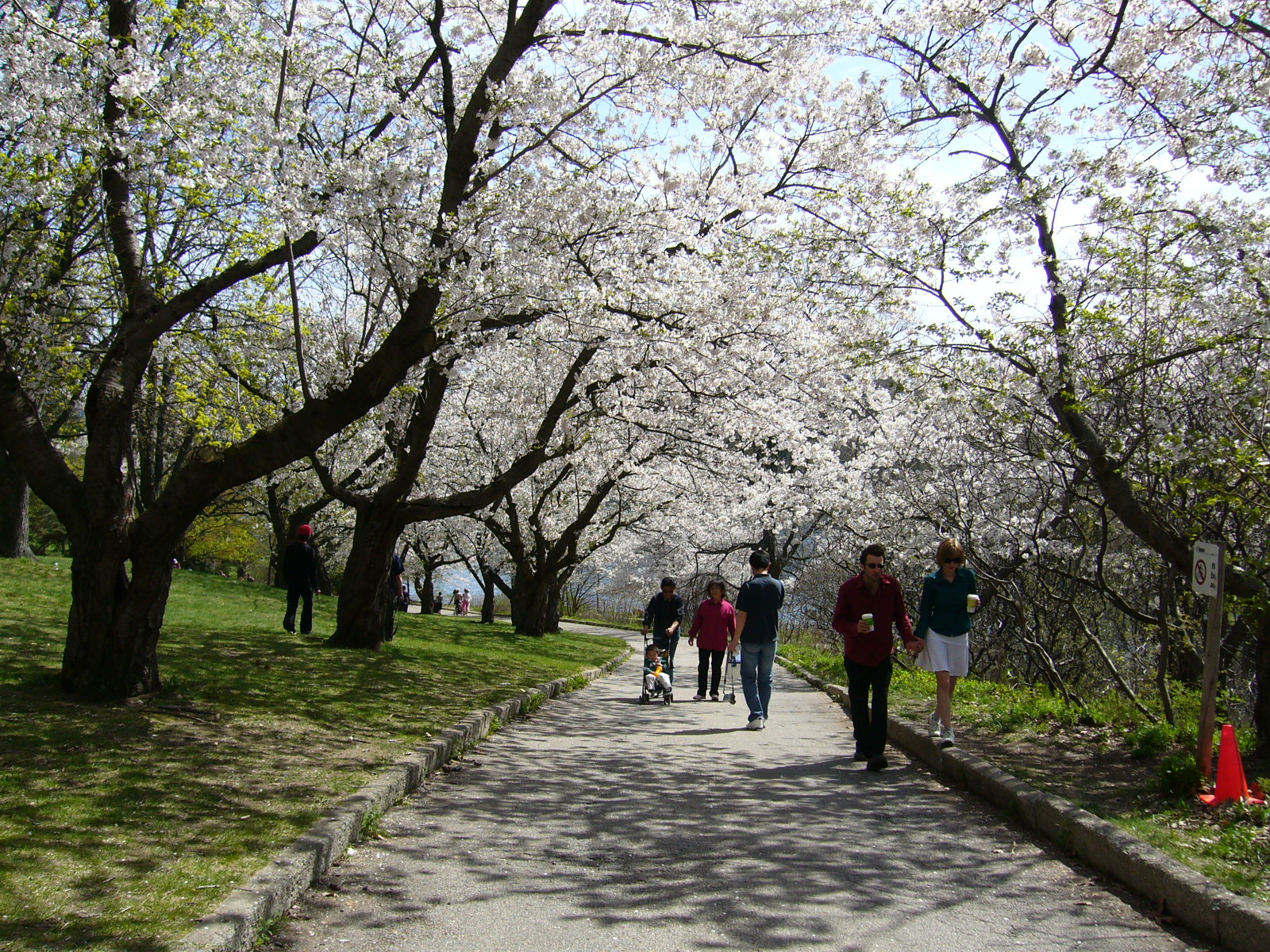
High Park(토론토의 서남부 위치)의 늦봄

토론토는 냉대 습윤 기후(쾨펜의 기후 구분 Dfa)에 속하며, 전형적인 캐나다 남부의 날씨의 모습을 보여 주고 있다. 여름엔 고온다습하며 겨울엔 한랭건조하다. 토론토의 사계절은 비교적 뚜렷하게 구분되나, 겨울철에 기온의 변화가 극심한 편이다.
토론토 겨울의 특징은 최저 −10 °C(14 °F) 떨어지는 기온이다. 겨울철에는 바람이 많이 불어 체감 온도는 더욱 떨어지게 된다. 얼음과 비를 동반한 눈 폭풍은 도시 전반의 시스템을 마비시키는데, 이런 눈이 11월부터 4월 중순까지 내린다. 그러다가도 날씨가 풀리면 5~12 °C(40 ~ 54 °F)로 올라가면서 겨울에 초봄의 날씨를 보여 주기도 한다.
토론토의 여름은 특징은 고온다습하다. 보편적으로 6월 초중순부터 시작하여 9월 초순까지다. 보편적으로 23 °C(73 °F)에서 31 °C(88 °F)정도이며, 최고 35 °C(95 °F)까지 상승하기도 한다. 더불어 다습한 공기로 인해 여름철 불쾌지수가 상당히 높은 편이다. 한국과 비교해 산이 전혀 없는 토론토의 특징상 햇살이 상대적으로 따갑다. 더불어서 여름엔 서머타임으로 인해 10시까지 해가 떠 있으므로 상당히 늦은 시각까지 활동하는 사람이 많다.
봄과 가을은 건조함과 동시에 비가 많이 내려며, 따뜻하거나 시원한 계절을 유지한다. 겨울과 여름에 비해 상대적으로 짧으며, 지구 온난화의 영향으로 점차 짧아지고 있는 추세이다.
대한민국 서울의 날씨와 비교해, 봄과 가을은 서울에 비해 토론토가 더 짧으며, 봄의 시작은 한 달 정도 느리며, 가을의 시작은 한 달 정도 빠르다. 겨울은 서울보다 더 추운 날씨와 많은 강설이 특징이며, 여름엔 특별한 우기가 없고 서울과 비슷한 무더운 여름을 보인다.
2009년 11월, 70년 사상 처음으로 강설이 없는 11월을 보냈다.
| 토론토 (애닉스)의 기후                                                 | 토론토 (애닉스)의 기후 | 토론토 (애닉스)의 기후 | 토론토 (애닉스)의 기후 | 토론토 (애닉스)의 기후 | 토론토 (애닉스)의 기후 | 토론토 (애닉스)의 기후 | 토론토 (애닉스)의 기후 | 토론토 (애닉스)의 기후 | 토론토 (애닉스)의 기후 | 토론토 (애닉스)의 기후 | 토론토 (애닉스)의 기후 | 토론토 (애닉스)의 기후 | 토론토 (애닉스)의 기후 |
| 월                                                                     | 1월                    | 2월                    | 3월                    | 4월                    | 5월                    | 6월                    | 7월                    | 8월                    | 9월                    | 10월                   | 11월                   | 12월                   | 연간                   |
| ---------------------------------------------------------------------- | ---------------------- | ---------------------- | ---------------------- | ---------------------- | ---------------------- | ---------------------- | ---------------------- | ---------------------- | ---------------------- | ---------------------- | ---------------------- | ---------------------- | ---------------------- |
| 역대 최고 기온 °C (°F)                                                 | 16.1 (61.0)            | 19.1 (66.4)            | 26.7 (80.1)            | 32.2 (90.0)            | 34.4 (93.9)            | 36.7 (98.1)            | 40.6 (105.1)           | 38.9 (102.0)           | 37.8 (100.0)           | 30.8 (87.4)            | 23.9 (75.0)            | 19.9 (67.8)            | 40.6 (105.1)           |
| 일평균 최고 기온 °C (°F)                                               | −0.3 (31.5)            | 0.6 (33.1)             | 5.1 (41.2)             | 11.7 (53.1)            | 18.8 (65.8)            | 24.2 (75.6)            | 27.0 (80.6)            | 26.1 (79.0)            | 22.0 (71.6)            | 14.6 (58.3)            | 8.1 (46.6)             | 2.6 (36.7)             | 13.4 (56.1)            |
| 일일 평균 기온 °C (°F)                                                 | −3.5 (25.7)            | −2.7 (27.1)            | 1.7 (35.1)             | 7.8 (46.0)             | 14.5 (58.1)            | 19.8 (67.6)            | 22.5 (72.5)            | 21.9 (71.4)            | 17.9 (64.2)            | 11.2 (52.2)            | 5.2 (41.4)             | −0.1 (31.8)            | 9.7 (49.5)             |
| 일평균 최저 기온 °C (°F)                                               | −6.7 (19.9)            | −6.0 (21.2)            | −1.8 (28.8)            | 3.9 (39.0)             | 10.0 (50.0)            | 15.3 (59.5)            | 18.1 (64.6)            | 17.7 (63.9)            | 13.8 (56.8)            | 7.7 (45.9)             | 2.3 (36.1)             | −2.7 (27.1)            | 6.0 (42.8)             |
| 역대 최저 기온 °C (°F)                                                 | −32.8 (−27.0)          | −31.7 (−25.1)          | −26.7 (−16.1)          | −15.0 (5.0)            | −3.9 (25.0)            | −2.2 (28.0)            | 3.9 (39.0)             | 4.4 (39.9)             | −2.2 (28.0)            | −8.9 (16.0)            | −20.6 (−5.1)           | −30.0 (−22.0)          | −32.8 (−27.0)          |
| 평균 강수량 mm (인치)                                                  | 64.6 (2.54)            | 53.9 (2.12)            | 52.8 (2.08)            | 78.0 (3.07)            | 76.4 (3.01)            | 81.6 (3.21)            | 76.5 (3.01)            | 71.9 (2.83)            | 69.4 (2.73)            | 69.1 (2.72)            | 70.8 (2.79)            | 57.8 (2.28)            | 822.7 (32.39)          |
| 평균 강우량 mm (인치)                                                  | 29.1 (1.15)            | 29.7 (1.17)            | 33.6 (1.32)            | 61.1 (2.41)            | 82.0 (3.23)            | 70.9 (2.79)            | 63.9 (2.52)            | 81.1 (3.19)            | 84.7 (3.33)            | 64.3 (2.53)            | 75.4 (2.97)            | 38.2 (1.50)            | 714.0 (28.11)          |
| 평균 강설량 cm (인치)                                                  | 37.2 (14.6)            | 27.0 (10.6)            | 19.8 (7.8)             | 5.0 (2.0)              | 0.0 (0.0)              | 0.0 (0.0)              | 0.0 (0.0)              | 0.0 (0.0)              | 0.0 (0.0)              | 0.1 (0.0)              | 8.3 (3.3)              | 24.1 (9.5)             | 121.5 (47.8)           |
| 평균 강수일수 (≥ 0.2 mm)                                               | 16.3                   | 12.8                   | 13.0                   | 13.1                   | 13.4                   | 12.1                   | 11.7                   | 9.5                    | 10.2                   | 11.4                   | 13.0                   | 13.7                   | 150.2                  |
| 평균 강우일수 (≥ 0.2 mm)                                               | 5.4                    | 4.8                    | 7.9                    | 11.2                   | 12.7                   | 11.0                   | 10.4                   | 10.2                   | 11.1                   | 11.7                   | 10.9                   | 7.0                    | 114.1                  |
| 평균 강설일수 (≥ 0.2 cm)                                               | 12.0                   | 8.7                    | 6.5                    | 2.2                    | 0.0                    | 0.0                    | 0.0                    | 0.0                    | 0.0                    | 0.08                   | 3.1                    | 8.4                    | 40.9                   |
| 평균 상대 습도 (%)                                                     | 68.0                   | 65.4                   | 58.5                   | 53.4                   | 53.1                   | 55.2                   | 54.3                   | 56.7                   | 59.6                   | 65.0                   | 67.1                   | 70.9                   | 60.6                   |
| 평균 월간 일조시간                                                     | 85.9                   | 111.3                  | 161.0                  | 180.0                  | 227.7                  | 259.6                  | 279.6                  | 245.6                  | 194.4                  | 154.3                  | 88.9                   | 78.1                   | 2,066.3                |
| 가능 일조율                                                            | 29.7                   | 37.7                   | 43.6                   | 44.8                   | 50.0                   | 56.3                   | 59.8                   | 56.7                   | 51.7                   | 45.1                   | 30.5                   | 28.0                   | 44.5                   |
| 출처: 캐나다 환경기후변화부 (평년값: 1991년~2020년, 극값: 1840년~현재) |                        |                        |                        |                        |                        |                        |                        |                        |                        |                        |                        |                        |                        |

## 생활

### 건축물
토론토는 새롭고 다채로운 스타일의 건축물이 다른 시간대에 걸쳐 지어진 곳으로 디자인과 건축물이 지어진 시기가 19세기 중순부터 21세기 초반까지 다양하다. 토론토 최대의 건축물이라 할 수 있는 CN 타워는 통신 및 관광의 중심이 되는 곳으로, 1976년에 553.33미터의 높이로 지어져 2007년 부르크 칼리파가 완공되기 전까지 세계 최대의 건물로 기록되었다.
토론토는 높이 30미터가 넘는 건물이 1,800여개에 달할 정도로 고층 빌딩이 많은 도시이다. 대부분의 건물은 주거용이지만 토론토 시내 중심가에 있는 건물은 상업용 오피스 타워가 많다. 그리고 더 많은 사람들이 토론토 중심가에 살게 됨에 따라 고층 아파트 건물이 시내 한복판에 많이 들어서게 되었다. 2013년까지 25,000호에서 28,000호의 주택이 들어설 예정이며 수백 채에 달하는 아파트가 기존의 오래된 건물을 대체하고 있다.
1960년대부터 1970년대까지, 토론토의 주요 건축물이 재개발 등으로 많이 철거되었으나 2000년대 들어서 다니엘 리베스킨트의 로얄 온타리오 박물관 증축과 프랭크 게리의 온타리오 아트 갤러리 재건축, 윌 앨솝의 온타리오 예술 디자인 대학교 건물 등과 같이 기존의 건축물이 새롭게 되살아나고 있는 추세이다.
매년 5월에는 도어 오픈 토론토 (Doors Open Toronto) 행사를 통해 토론토의 건축학적, 역사적, 문화적, 사회적으로 중요한 100여 개 건물의 내부를 들여다볼 수 있다. 이 행사는 토론토에서 처음 시작하여 이후 캐나다와 미국 전역으로 퍼져나갔다. 행사 기간 동안 해당 건물은 가이드와 전시회 및 활동 등을 통해 방문객을 끌어모으고 있다. 2013년 도어 오픈 토론토는 5월 25일부터 26일까지 이틀간 열렸다.

### 지역
토론토는 시내 중심가의 상업 건물과는 다른 색채를 띄고 있는 다양한 주거 지역이 있는데, 로즈데일, 캐비지타운, 애닉스, 요크빌에서는 빅토리아 시대에 지어진 주택을 많이 볼 수 있다. 또한 배서스트 스트리트 / 대번포트 로드에 위치한 위치우드 파크는 토론토 초기의 계획 공동체의 좋은 예로 1985년에 온타리오 주 유적보존구역으로 지정되었다.
한편 토론토 시는 기존에 6개의 지자체로 나뉜 곳을 1998년에 통합하여 이루어졌는데, 이 지자체는 각 지역의 특성을 살려 오랫동안 그 지역의 이름으로 불리게 되었다. 그 외에도 토론토 내에 수백 개의 동네 이름이 존재하지만 이스트요크, 이토비코, 노스요크, 올드 토론토, 스카보로, 요크는 1998년까지 존재하였고 지금까지 흔히 불리는 지명이기도 하다.

### 대중교통
토론토의 대중교통은 지하철과 시내버스, 노면 전차 등을 운행하는 토론토 교통국 (Toronto Transit Commission, TTC)과 유니언 역 등지에서 통근열차와 버스를 운행하는 온타리오 주의 고 트랜싯 (GO Transit)이 토론토의 각 지역을 연결하고 있다.
토론토 교통국은 시 전체의 버스, 도시 철도, 노면 전차의 운행을 맡고 있으며, 일부 노선은 요크, 필 지역과 같은 광역 토론토 지역까지 운행하기도 한다. TTC 보관됨 2022-02-18 - 웨이백 머신는 북미에서 뉴욕과 멕시코시티 다음으로 가장 많은 사람들이 이용하는 대중교통 체계로 토론토 시의회에서 직속 운영하고 있다.

### 공항
국제공항으로 토론토 피어슨 국제공항(Toronto Pearson International Airport, YYZ)과 빌리 비숍 토론토 시티 공항(Billy Bishop Toronto City Airport, YTZ)이 있다. 그외의 공항으로는 다운스뷰 공항(Downsview Airport)이 있으나 주로 개인용, 군사용 비행기들이 이착륙하는 곳으로 일반 여객 취급은 하지 않고 있다. 빌리 비숍 토론토 시티 공항은 토론토 섬에 위치하고 있으며, 여객은 포터 항공과 일부 에어 캐나다 항공편이 토론토 인근의 북미지역을 연결하는 국내외 여객편을 운영하고 있다. 토론토 피어슨 국제공항은 토론토의 핵심 국제공항으로 유럽 에어버스(Airbus)사의 에어버스 A380이 이착륙이 가능한 규모의 활주로를 보유하고 있다. 세계 주요 도시와 연결편을 운영하고 있으며, 캐나다에서 유럽으로 출발하는 노선들의 출발지이기도 하다. 이 공항은 미시소가에 위치해있다.

## 문화
토론토는 이민자의 도시로 불릴 만큼 다양한 민족들이 다양한 고유의 문화를 유지한 채 살아가는 도시이다. 그런 만큼 토론토 특유의 문화는 존재하지 않는 것처럼 보인다. 소수민족의 거주지들로는 차이나타운, 코리아타운, 리틀포르투갈, 리틀이태리, 리틀 자메이카 (자메이카, 바베이도스, 그레나다 등 서인도 제도 이민들의 거주 지역), 유대인 거주지, 인도인 거주지 등이 있다.

### 스포츠
축구 팀인 토론토 FC, 토론토 링크스와 야구 팀인 토론토 블루제이스, 아이스하키팀 토론토 메이플리프스, 농구 팀인 토론토 랩터스, 토론토 WNBA 팀가 있다. 메이저 리그 아메리칸 리그에 참가하고 있는, 메이저 리그의 유일한 캐나다 소속 야구 팀인 블루제이스는 1992년과 1993년 월드 시리즈에서 우승을 거두었다. 한편 몬트리올에도 내셔널 리그에 참가해 온 몬트리올 엑스포스가 있었으나, 엑스포스가 워싱턴 D.C.로 연고지를 이전하여 블루제이스는 캐나다의 유일한 메이저 리그 구단으로 남게 되었다.
그 밖에, 메이플리프스는 캐나다·미국이 공동 주최하는 리그에 참여하고 있으며, 토론토 FC는 미국의 메이저 리그사커(MLS)에 참여하고 있다.

### 관광
토론토를 대표하는 관광지로는 단연 CN 타워를 들수 있다. 이 타워는 인간이 만든 구조물 중에서는 2010년 완공한 부르즈 할리파가 생기기 전, 30년간 인간이 만든 세계 최고(553.33 m, 1810 ft)의 건물로 캐나다인들의 자부심이었다.
온타리오 왕립 박물관은 세계 문화 유산과 캐나다의 역사 유물을 전시한 캐나다에서 중요한 박물관이다. 세계적 규모를 자랑하는 토론토 동물원은 460여종 5000여마리 동물들의 보금자리가 되고 있다. 온타리오 미술관은 캐나다인, 유럽인, 아프리카인들의 다양한 작품들과 그 동시대의 다양한 작품들은 전시하고 있다. 온타리오 과학관은 항상 아이들을 위해 새롭고 창의로운 활동들과 전시품들로 구성되어 있으며, 베타 신발 박물관은 매우 다양하고 독특한 신발을 소재로 전시하고 있다. 토론토 중심부에 위치한 직물 박물관은 다른 박물관과 차별화된 전시물로 훌륭한 전시를 제공하고 있다. 1889년 산업화에 의해 만들어진, 돈 벨리 벽돌 공장은 최근에 공원과 근대화의 유산으로 재개장을 하였다. 캐나다 국립박람회는 해마다 열리는 박람회로써 세상에서 가장 오래된 역사를 자랑하는 박람회이다. 이는 캐나다에서 가장 큰 박람회이며, 북미 전체에서 5번째로 큰 박람회이다. 해마다 평균 125만명이 방문한다.
요크빌 부근은 토론토에서 가장 유명한 명품 쇼핑거리와 음식점들로 유명하다. 날씨가 따뜻해지는 5월 말부터는 본격적으로 북미에서 가장 다양하고 화려한 축제들로 도시는 축제의 도시로 변하여져 간다. 특히, 토론토 국제 영화제는 그 축제중에 가장 화려함을 자랑한다. 토론토 이튼 센터는 북미에서 가장 최고의 쇼핑지이며, 토론토에서 매년 5200만 명이 방문하는 가장 인기있는 관광명소이기도 하다.
Danforth Avenue 상에 위치한 그릭 타운은 그리스인들의 토론토 정착지로써, 토론토의 또 다른 관광명소이다. 이곳은 1 km 당 식당 밀집도로는 세계최고를 자랑한다. 이곳은 "Taste of the Danforth" 축제의 중심지 이기도 하다. 이 축제에는 2박 3일간 치러지며, 매년 100만명정도가 이곳을 방문하여 그리스의 음식을 즐긴다. 토론토에는 캐나다에서 가장 인기있는 성, 카사 노마가 있다. 이 카사 노마는 토론토 제1의 자본가이며 군인 인 핸리 펠렛 경이 지었다.
토론토의 또 다른 관광지로는 온타리오호가 만들어낸 모래사장들과 토론토 섬, 캥싱턴 마켓, 욕 요새, 하키 명예의 전당 등이 있다.

## 인구
| 연도 | 인구      | ±%      |
| ---- | --------- | ------- |
| 1834 | 9,252     | —       |
| 1841 | 14,249    | +54.0%  |
| 1851 | 30,776    | +116.0% |
| 1861 | 44,821    | +45.6%  |
| 1871 | 56,092    | +25.1%  |
| 1881 | 86,415    | +54.1%  |
| 1891 | 144,023   | +66.7%  |
| 1901 | 238,080   | +65.3%  |
| 1911 | 381,383   | +60.2%  |
| 1921 | 521,893   | +36.8%  |
| 1931 | 856,955   | +64.2%  |
| 1941 | 951,549   | +11.0%  |
| 1951 | 1,176,622 | +23.7%  |
| 1961 | 1,824,481 | +55.1%  |
| 1971 | 2,089,729 | +14.5%  |
| 1976 | 2,124,291 | +1.7%   |
| 1981 | 2,137,395 | +0.6%   |
| 1986 | 2,192,721 | +2.6%   |
| 1991 | 2,275,771 | +3.8%   |
| 1996 | 2,385,421 | +4.8%   |
| 2001 | 2,481,494 | +4.0%   |
| 2006 | 2,503,281 | +0.9%   |
| 2011 | 2,615,060 | +4.5%   |
| 2016 | 2,731,571 | +4.5%   |

## 경제
캐나다에서 가장 인구가 많은 도시답게 캐나다 경제의 중심지로 손꼽히며, 또한 북미 경제와 세계 경제에서도 중요한 축을 차지하는 도시이다. 세계에서 그 규모가 8번째로 큰 토론토 증권거래소 (Toronto Stock Exchange) 가 위치하고 있으며, 2009년에는 포브스지가 선정한 세계에서 가장 큰 기업 500개중에 7개의 기업이 위치하고 있어 전 세계의 도시중 8위를 기록했다.
처음 캐나다가 개척이 되었을 때 토론토시는 오대호와의 근접함으로 인해 항구도시로써 각광받았다. 1970년대까지는 몬트리올이 캐나다에서 가장 큰 도시였으나, 그 이후로 자동차 산업 등의 급속한 발전, 퀘벡주 내에서의 거세진 분리운동으로 인한 기업 등의 이전 등이 토론토가 몬트리올을 추월하는 계기가 되었다. 현재 토론토의 경제는 금융, IT, 문화산업 등의 서비스업으로 그 중심이 전환되었으나, 아직도 광역 토론토시의 공업 생산량은 캐나다 전체 생산량의 절반에 육박한다.
캐나다 최대의 커피/도넛 프랜차이즈 업체인 팀홀튼이 토론토에 본사를 두고 있다. 본래는 토론토권 도시 중 하나인 해밀턴에 있다가, 2018년 4월 17일에 해밀턴에서 토론토로 이전해 왔다.

## 치안
낮은 범죄율을 자랑하는 토론토는 북미 주요 도시중에서 가장 안전한 도시에 속한다. 2007년을 예로 들면, 인구 10만명당 3.1명의 살인사건으로 애틀랜타(19.7명), 보스턴(10.3명), LA(10.0명), 뉴욕시(6.3명), 벤쿠버(3.1명), 몬트리얼(2.6명)과 비교해 비교적 낮은 수치임을 알 수 있다. 또한 10만명당 절도사건은 207.1명으로 LA(348.5명), 밴쿠버(266.2명), 뉴욕시(265.9명), 몬트리얼(253.3명)과 비교해 낮은수치를 보여주고 있다. 또한 차량 절도에 있어서 미국의 다양한 도시들과 비교하여도, 그 수치는 결코 높은 편이 아니며, 캐나다 안에서도 높은 수치는 아니다.
토론토의 가장 많은 살인사건을 기록한 해는 1991년으로 89건의 기록하였으며, 이는 인구 10만명당 3.9명의 살인사건이 발생한 것이다. 2005년엔 총 80건의 살인사건중 52건이(65%, 미국 도시들의 평균과 비슷함) 총기에 의한 살인사건이어서, 토론토 언론들이 "총의 해"라고 선정하기도 하였다. 2006년엔 살인사건이 69건으로 줄었으며, 2000명에 가까운 시민들이 총기관련하여 부상 혹은 중상을 입었으며, 이 숫자는 캐나다 전국 총 총기사건의 1/4에 상당한 숫자이다. 2007년엔 84건의 살인사건이 발생하였으며, 대략 절반정도의 사건은 총기에 의한 것이었다. 총기 사고 역시 1997년부터 2005년까지 꾸준히 증가 중에 있으며, 이러한 사고는 300단체가 넘는 갱들에 의해 자행되고 있다. 그 결과 온타리오주 정부에서는 반 총기 대책을 모색 중에 있다. 하지만 총기를 이용한 사건 뿐 아니라 2018년에는 미니벤을 이용한 테러가 일어나기도 했다. 이 사건을 통해 10명의 사상자가 발생했으며, 우리 국민 피해자는 사망자 2명, 중상자 3명으로 총 5명의 피해자가 발생했다.
토론토의 경찰은 기본적으로 방탄복을 착용하고 있으며, 실탄이 장전된 Glock 22를 소지하고 있다. 온타리오호를 끼고 있는 토론토의 지형상 보트를 운영하여 호수에서의 선박 사고나 불법 월경 등을 단속하고 있다.
미국과 동일하게 응급전화는 "911"이며, 모든 유선전화 이동전화에서 무료로 이용이 가능하다. 한국과 달리 하나의 번호로 범죄, 구급, 화재 신고가 가능하며 한국어, 일본어 등 10여개의 외국어로 서비스 중이다.

## 교육
토론토에는 몇 개의 대학교와 전문대학이 있는데, 1827년에 세워진 캐나다 최고의 명문대학교 토론토 대학교는 토론토 시내에 있는 메인캠퍼스 세인트 조지 캠퍼스와, 분교로써 동부에 있는 스카보로 캠퍼스, 그리고 인근 미시소거에 있는 미시소거 캠퍼스 등 3개의 캠퍼스가 있다. 또한 토론토에는 요크 대학교, 토론토 메트로폴리탄 대학교, 온타리오 예술 디자인 대학교, 궬프-험버 대학교 등이 있다.
전문대학으로는 세네카 대학, 험버 대학, 센티니얼 대학, 조지브라운 대학 등이 있으며 서드버리에 본교가 있는 프랑스어 전문대학인 보레알 대학의 분교도 토론토에 위치해 있다.
왕립 음악원은 1886년에 지어진 글렌 굴드를 배출해낸 토론토 시내에 위치한 굴지의 음악 학교이고 캐네디언 필름 센터는 영화 감독 노만 주이슨이 설립한 영상, 텔레비전, 미디어 관련 학회이다. 틴데일 신학대학교는 기독교 대학이자 캐나다에서 가장 큰 신학대이기도 하다.
토론토 지구 교육청 (TDSB)은 토론토의 558개 공립 학교와 29만여 명의 초중고등학생을 관리하는 캐나다 최대의 교육청이고, 이와 더불어 토론토 카톨릭 교육청 (TCDSB)은 토론토의 201개 공립 가톨릭 학교와 8만 5천여 명의 학생을 관리하는 세계에서 가장 큰 가톨릭 교육 위원회이다. 비아몽드 교육청 (Conseil scolaire Viamonde, Conseil scolaire de district du Centre-Sud-Ouest)과 중남부 가톨릭 지구 교육청 (Conseil scolaire de district catholique Centre-Sud)은 온타리오 주 남부의 프랑스어권 공립 및 가톨릭 학교를 관리하며 둘 다 본사가 토론토에 위치해 있다.

## 자매 도시
토론토의 자매 도시에는 도시 스태프가 뽑는 파트너십 도시와, 토론토시의회에서 추천하는 프렌드십 도시가 있다.

### 파트너십 도시
- 미국 일리노이주 시카고 (1991)
- 중국 충칭시 (1986)
- 독일 헤센주 프랑크푸르트 (1989)
- 대한민국 강원특별자치도 고성군 (2003)

### 프렌드십 도시
- 베트남 호찌민시 (2006)
- 우크라이나 키이우 (1991)
- 에콰도르 피친차주 키토 (2006)
- 일본 가나가와현 사가미하라시 (2015)
- 대한민국 경상북도 구미시 (1993)
- 폴란드 바르샤바 (1990)